# Тормозоиспытательный вагон
Тормозоиспытательный вагон (или же тормозоиспытательный вагон-лаборатория, сокращённо ТиВЛ) — вагон-измеритель, используемый для проведения испытаний и оценки работы тормозных систем поезда.
Цели работы данной лаборатории обеспечение безопасности движения поездов, повышение надежности эксплуатации тормозов и автосцепок вагонов, повышение производительности труда и качества проведения опытных поездок.

## Характеристика вагона
Лаборатория создана на базе пассажирского купейного вагона. Несколько купе объединены в зал и лабораторию, и в 3-4 купе размещается персонал.
В отличие от пассажирского вагона в лаборатории (ТиВЛе) есть эркерное окно.
Внутри вагона-лаборатории устанавливается измерительная и регистрирующая аппаратура, электронные усилители, промышленная телевизионная установка, а также электроэнергетическое оборудование для питания измерительных приборов — аккумуляторные батареи, дизель-генератор.

## Применение
- Испытания новой и модернизированной тормозной техники;
- Разработка, уточнение и проверка нормативов и правил эксплуатации тормозов в поезде;
- Разработка инструктивных указаний по управлению и эксплуатации тормозов поезда с учётом местных условий;
- Проверка эффективности действия тормозов поезда в пути следования;
- Проверка соответствия эксплуатации тормозов поезда действующим правилам и инструкциям ОАО «РЖД» (МПС России);
- Контроль соблюдения правил управления тормозами в поезде;
- Контроль состояния тормозного оборудования на подвижном составе;
- Проверка работы тормозного оборудования отдельных вагонов после их технического обслуживания, плановых видов ремонта, эксплуатации.